# Рене-Луи Бер
Рене-Луи Бер (на френски: René-Louis Baire) е френски математик.
Има приноси в теорията на реалните функции и е един от основателите на дескриптивната теория на множествата. Предлага класификация на функциите на реална променлива, наречена в негова чест класове на Бер.

## Биография
Бер е роден в Париж, Франция, в бедно работническо семейство. Баща му е шивач. Започва обучението си, когато постъпва в обществено средно училище "Lycée Lakanal" чрез използване на стипендия. 
На 24 март 1899 г. Бер представя дисертацията си и получава докторска степен.
През 1901 г. Бар е назначен в университета в Монпелие на длъжност доцент.
През 1905 г., когато се присъединява към Факултета по естествени науки в университета в Дижон. 
През 1907 г. е повишен в професор по анализ в Дижон.
От малък Бер е имал „деликатно“ здраве. Той е имал проблеми с хранопровода си, още преди да ходи на училище и от време на време е получавал тежки пристъпи на агорафобия.  Здравето му понякога му пречи да работи или да учи. С течение на времето той развил своеобразно психологическо разстройство, което го направило неспособен да се заеме с работа, изискваща дълги периоди на концентрация.  Между 1909 и 1914 г. проблемите с болестта напредват и учителските му задължения стават все по-трудни. През 1914 г. той получава отпуск от Дижонския университет, поради всички тези сривове, след което прекарва остатъка от живота си в Лозана , Швейцария, и около Женевското езеро. Той се оттегля от Дижон през 1925 г. и прекарва последните си години, живеейки в множество хотели, които е можел да си позволи с оскъдната си пенсия. Той се самоубива през 1932 г. 